# Suzy Van Bever
Suzy Van Bever (Heverlee, 16 april 1939 – Herselt, 23 februari 2022) was een Belgische kunstenares die actief was in verschillende domeinen.
Van Bever had zowel in België als in het buitenland succes met haar tentoonstellingen. Ze was zowel actief als letterkundige als in de beeldende kunsten. Naast olieverfschilderijen, maakte ze ook kunstwerken in keramiek, brons, gedichtenbundels, kunstboeken, pentekeningen, zijdewerken en etsen.
Naar aanleiding van haar kunstloopbaan kreeg Van Bever de Ere-Oorkonde van De Pynnock Ridders Horst en het Kruis van Verdienste van de Belgisch-Spaanse Vereniging.